# Georg Alefeld
Georg Alefeld (* 2. März 1933 in Poppenlauer, Unterfranken; † 25. August 1995 in München) war ein deutscher Physiker.

## Werdegang
Georg Alefeld studierte Technische Physik an der Technischen Hochschule München, das er 1959 erfolgreich beendete. Nach seiner Promotion 1961 zum Dr. rer. nat. war Alefeld Assistent am Labor für Technische Physik der Technischen Hochschule München. 1963 ging er als wissenschaftlicher Mitarbeiter an das Johns Jay Hopkins Laboratory der General Atomics in La Jolla (Kalifornien). Von 1967 bis 1968 war er an der Kernforschungsanlage Jülich tätig. Nach Habilitation 1968 an der RWTH Aachen war er in den Jahren 1969/70 Direktor des Instituts für Phasenumwandlungen im Institut für Festkörperforschung (IFF) in Jülich. Von 1971 bis zu seinem Tod 1995 war er Professor am Institut für Festkörperphysik und Technische Physik der Technischen Universität München. 
Bekannt wurde er durch sein Engagement in der Festkörperphysik, wo er neue Erkenntnisse zur Versetzungsdynamik entwickelte. Weiterhin forschte er zu den Auswirkungen von Wasserstoff als Punktdefekt in Metallen. Später beschäftigte er sich mit Fragestellungen der angewandten Thermodynamik und konnte insbesondere Wärmepumpenkreisläufe verbessern. Er war Mitbegründer des Zentrums für Angewandte Energieforschung (ZAE Bayern).

## Ehrungen und Auszeichnungen
Er wurde 1969 mit dem Physikpreis der Deutschen Physikalischen Gesellschaft ausgezeichnet und war korrespondierendes Mitglied der Österreichischen Akademie der Wissenschaften. 1992 wurde er zum Mitglied der Bayerischen Akademie der Wissenschaften gewählt.

## Quelle
- Kürschners Deutscher Gelehrten-Kalender Online, Dokument P20823